# Beltjens
Beltjens is een geslacht waarvan leden sinds 1930 tot de Belgische adel behoren.

## Geschiedenis
De bewezen stamreeks begint met Sibert Beltjens die in 1731 te Roermond werd gedoopt en in 1775 overleed; diens doop is de eerste vermelding van een lid van dit geslacht. Zijn kleinzoon Hubert Beltjens (1808-1874) vestigde zich te Luik. In 1930 werd diens nazaat René Beltjens (1879-1933) verheven in de Belgische adel, met de titel van baron overgaande bij eerstgeboorte. Anno 2017 leefden er nog acht adellijke mannelijke telgen, de laatste geboren in 2009.

### Wapenbeschrijving
- 1930: Van lazuur, met keper van hermelijn, vergezeld van drie koninklijke kronen van goud. Het schild voor den titularis getopt met eene baronnenkroon, en gehouden door twee hermelijnen in natuurkleur. Het schild voor [de] andere nakomelingen overtopt met eenen helm van zilver, gekroond, getralied, gehalsband en omboord van goud, gevoerd en vastgehecht van keel, met dekkleeden van lazuur en van goud. Helmteeken: <een gaande hermelijn in natuurkleur>. Wapenspreuk: 'Pour le droit et par le droit' van lazuur, op eenen spreukband van goud.

## Enkele telgen
René baron Beltjens (1879-1933), magistraat
- Dr. Pierre baron Beltjens (1905-1969), jurist
  - Dr. Alain baron Beltjens (1932), advocaat en schrijver, chef de famille
    - Jhr. René Beltjens MBA (1961), vermoedelijke opvolger als chef de famille

### Adellijke allianties
- Joos de ter Beerst (1959), De Schaetzen van Brienen (1987), De la Kethulle de Ryhove (1990)

### Andere telgen
- Charles Beltjens (1832-1890), Nederlands dichter